# Jacques-Georges Deyverdun
Jacques-Georges Deyverdun, né le 8 mai 1734 à Lausanne et mort le 4 juillet 1789 à Aix-les-Bains, est un homme de lettres suisse.

## Biographie
Jacques-Georges Deyverdun naît le 8 mai 1734 à Lausanne, alors sous domination du canton de Berne. Il est originaire d'Yverdon.
Son père, Samuel Deyverdun, est assesseur à la chambre des Soixante ; sa mère est née Madeleine Teissonnière. Son oncle est le professeur de droit Charles Guillaume Loys de Bochat (en).
Deyverdun remplit dans sa jeunesse, en Allemagne, les fonctions de précepteur du petit-fils du margrave de Schavedt, de la maison royale de Prusse.
Il se rendit ensuite en Angleterre, auprès d’Edward Gibbon, qui s’était lié d’amitié avec lui, pendant son séjour en Suisse. Cet historien l’associa d’abord à ses travaux, et lui procura une place de commis dans le bureau d’un des secrétaires d’État.
Deyverdun fut plus tard gouverneur de sir Richard Worsley, qu’il accompagna dans plusieurs voyages. Il revint passer ses dernières années à Lausanne, où il fonda, en 1772, une société littéraire qui jouit de quelque succès.

## Publications
- Mémoires littéraires de la Grande-Bretagne pour les années 1707 et 1768, en collaboration avec Gibbon, Londres, 2 vol. petit in-8°, 1768, 1769.
- Werther, traduit de l’allemand, Maastricht, 2 vol. in-12, 1784
- Plusieurs articles signés « D » dans les Mélanges helvétiques des frères Bridel. Il publia également Caroline de Lichtfield, le premier roman d’Isabelle de Montolieu.

## Source
- Albert de Montet, Dictionnaire biographique des Genevois et des Vaudois qui se sont distingués dans leur pays ou à l’étranger par leurs talents, leurs actions, leurs œuvres littéraires ou artistiques, etc., t. 1, Lausanne, Georges Bridel, 1877, p. 237.